# Quận Johnson, Iowa
Quận Johnson là một quận thuộc tiểu bang Iowa, Hoa Kỳ. Quận lỵ đóng ở Iowa City, có đại học Iowa. Quận được đặt tên theo Richard Mentor Johnson, thứ chín phó tổng thống Hoa Kỳ.. Quận được đặt tên theo. Dân số theo điều tra năm 2010 của Cục điều tra dân số Hoa Kỳ là 130.882 người, là quân đông dân nhất bang Iowa.
Quận Johnson được bao gồm trong Khu vực thống kê đô thị Thành phố Iowa, IA, cũng được bao gồm trong Cedar Rapids - Hành lang thành phố Iowa Khu vực thống kê kết hợp.

## Địa lý
Theo Cục điều tra dân số Hoa Kỳ, quận này có diện tích 1614 km2, trong đó có 24 km2 là diện tích mặt nước.